# جینی میوزیک
جینی میوزیک (به انگلیسی: Genie Music، به کره‌ای: 지니뮤직) یک شرکت کره‌ای تابعهٔ کی‌تی کورپوریشن است که تخصص آن تولید و توزیع محتوای موسیقی است. سرویس استریم موسیقی این شرکت دومین سرویس پراستفاده در کره جنوبی با ۲٫۵ میلیون مشترک تا ژوئن ۲۰۱۸ است.